# José de la Torre
José Antonio de la Torre Delgado (Montilla, 20 de abril de 1987-Montilla, 5 de diciembre de 2024) fue un modelo y actor español, conocido por participar en distintas series de televisión españolas.

## Biografía
Hijo de María José Delgado Espejo y Antonio de la Torre Hidalgo, José de la Torre nació el 20 de abril de 1987 en Montilla, Provincia de Córdoba, España. Formado en la Escuela Superior de Arte Dramático de Málaga (ESAD), inició su carrera trabajando en videos musicales, entre otros Tenía tanto que darte, de Nena Daconte.
En 2017 debutó en televisión en la serie de TVE Servir y proteger, donde encarnó al personaje de Goyo. Más tarde se sumó al elenco de Vis a vis: El Oasis, interpretando el rol del agente Pérez. En 2020 llegó Amar es para siempre, serie emitida por Antena 3 donde personificó a Roque. Finalmente sería el turno de Toy Boy, serie de Atresmedia  donde se lo pudo ver en el papel de Iván. Sumado a sus trabajos en series de televisión, destacó también su participación en el programa de concursos Pasapalabra.

### Muerte
Tras padecer durante algunos meses de una grave enfermedad, falleció a los 37 años el 5 de diciembre de 2024.

## Filmografía

### Series de TV
- Toy Boy (2019-2021)
- Amar es para siempre (2013-2024)
- Vis a vis: El Oasis (2020)
- Servir y proteger (2017-2023)